# Tejpereszke
A tejpereszke (Aspropaxillus lepistoides) a pereszkefélék családjába tartozó, Európában és Észak-Afrikában honos, legelőkön, pusztákon élő, ehető gombafaj.

## Megjelenése
A tejpereszke kalapja 6-25 cm széles, fiatalon félgömb alakú, majd domborúan, széles domborúan kiterül. Széle sokáig erősen begöngyölt marad. Színe fehéres, néha halvány kékeszöldes árnyalattal. Felülete sima, száraz időben berepedezhet.
Húsa igen vastag, tömör; színe fehéres. Szaga fiatalon kellemesen fűszeres, öregen kissé kellemetlen; íze nem jellegzetes vagy kissé diószerű. 
Sűrű, keskeny lemezei szélesen tönkhöz nőttek. Színük fehéres. 
Tönkje 5-8 cm magas és 3-6 cm vastag. Alakja rövid, vaskos, sokszor hasas. Színe fehéres, esetleg halvány kékeszöldes árnyalattal.
Spórapora fehér. Spórái szürkésfehérek, finoman pontozottak. 

### Hasonló fajok
A kisebb májusi pereszke vagy a galléros, sötétebb lemezű sziki csiperke hasonlíthat hozzá. 

## Elterjedése és élőhelye
Európában az Ibériai-félszigeten és a Kárpát-medencében, valamint Észak-Afrikában Marokkóban honos. Magyarországon helyenként gyakori lehet. 
Meszes kémhatású homokos vagy löszös talajokon fordul elő, elsősorban az Alföld (ritkábban a Kisalföld) enyhén szikes legelőin, pusztáin, esetleg ritkás facsoportok közelében. Előfordulhat a középhegységek déli, ritkásan fás, füves lejtőin is. Egyesével vagy boszorkánykörben nő. Április végétől késő őszig terem.
Ehető. 
Magyarországon 2013 óta védett, természetvédelmi értéke 5 000 Ft.